# Karl Nicolussi-Leck
Karl Nicolussi-Leck (Vadena, 14 marzo 1917 – Bolzano, 31 agosto 2008) è stato un propugnatore del nazionalsocialismo in Alto Adige e ufficiale delle Waffen-SS durante la seconda guerra mondiale.
Dopo di essa fu imprenditore e fortemente impegnato a favore dell'arte e delle istituzioni ad essa collegate.

## Biografia
Karl Nicolussi-Leck frequentò dapprima le scuole a Caldaro e poi a Bolzano, dove il 28 luglio 1936 superò l'esame di maturità al liceo. Era, secondo quanto egli stesso ebbe ad affermare, un solitario, che non si mescolava agli altri ragazzini, ma era sempre alla ricerca delle cose belle (immer schöne Dinge suchte).
Nicolussi-Leck è stato attivamente impegnato nella creazione dell'organizzazione nazionalsocialista sudtirolese Völkischer Kampfring Südtirols. Il 10 ottobre 1939 iniziò all'Università di Padova un corso di laurea in materie giuridico economiche, che tuttavia interruppe allo scoppio della seconda guerra mondiale, per arruolarsi volontario nel gennaio 1940 nelle Waffen-SS, unità combattenti d'élite delle SS.
Nicolussi-Leck venne assegnato al reggimento di fanteria SS Deutschland, con il quale a partire dall'aprile 1941 prese parte alla campagna dei Balcani. Dal giugno 1941 fu impiegato sul fronte orientale contro l'Unione Sovietica. Dal novembre 1941 fino al marzo 1942 frequentò una scuola di addestramento delle SS SS-Junkerschule a Bad Tölz, in Baviera. Dopo di che combatté come Untersturmführer nella 5. SS-Panzer-Division "Wiking" in Ucraina.
Nel marzo 1944 Nicolussi-Leck, Obersturmführer (grado equivalente circa a quello di tenente nelle forze armate) nella divisione corazzata Wiking delle Waffen-SS, prese parte allo sblocco della sacca di Kowel, in cui si trovavano intrappolate le forze dell'SS-Oberführer Herbert Otto Gille. Il 30 marzo l'intervento di Nicolussi-Leck con 7 carri Panther della divisione SS Wiking e 50 uomini della 131ª divisione di fanteria permise di resistere fino all'apertura di un collegamento con le linee tedesche, il 4 aprile 1944. Il giorno seguente cominciò l'evacuazione della sacca - che durò due giorni - tramite un collo di bottiglia difeso da tali forze, che permise di salvare, dietro le linee tedesche, tutti i mezzi corazzati e anche ben 2.000 feriti. Nicolussi-Leck venne per questo insignito dallo stesso Adolf Hitler della croce di cavaliere e poco dopo promosso ad SS-Hauptsturmführer (grado equivalente a quello di capitano delle forze armate).
Durante il 1944 Nicolussi-Leck prese parte a battaglie in Polonia ed Ungheria; nel 1945 nel bacino della Ruhr e vicino ad Hannover, dove si arrese agli americani, il 22 aprile 1945, assieme alla propria unità.
Dopo la seconda guerra mondiale Nicolussi-Leck ha aiutato diverse persone legate ad un passato nazionalsocialista o già membri delle SS ad espatriare oltreoceano passando per l'Italia. In relazione a ciò risulta che anch'egli con un documento di viaggio della Croce Rossa Internazionale e falsa nazionalità croata, era passato in Argentina e in seguito, agli inizi degli anni cinquanta, era rientrato in Alto Adige, dove poi fu attivo come imprenditore per Mannesmann. Nicolussi-Leck è stato uno dei fondatori del Südtiroler Bildungszentrum, del Museo d'arte moderna e contemporanea, poi Museion, nonché della Scuola Superiore di sanità "Claudiana".
Nel corso degli anni Nicolussi-Leck ha arricchito non solo la propria villa a Frangarto, ma anche la zona intorno, formata da colline a vigneti, con opere di arte moderna.

## Decorazioni
- Panzerkampfabzeichen (decorazione di battaglia fra mezzi corazzati, in argento)
- Ritterkreuz des Eisernen Kreuzes (croce di cavaliere della croce di ferro, 9 aprile 1944)[3]